# ふくれ菓子

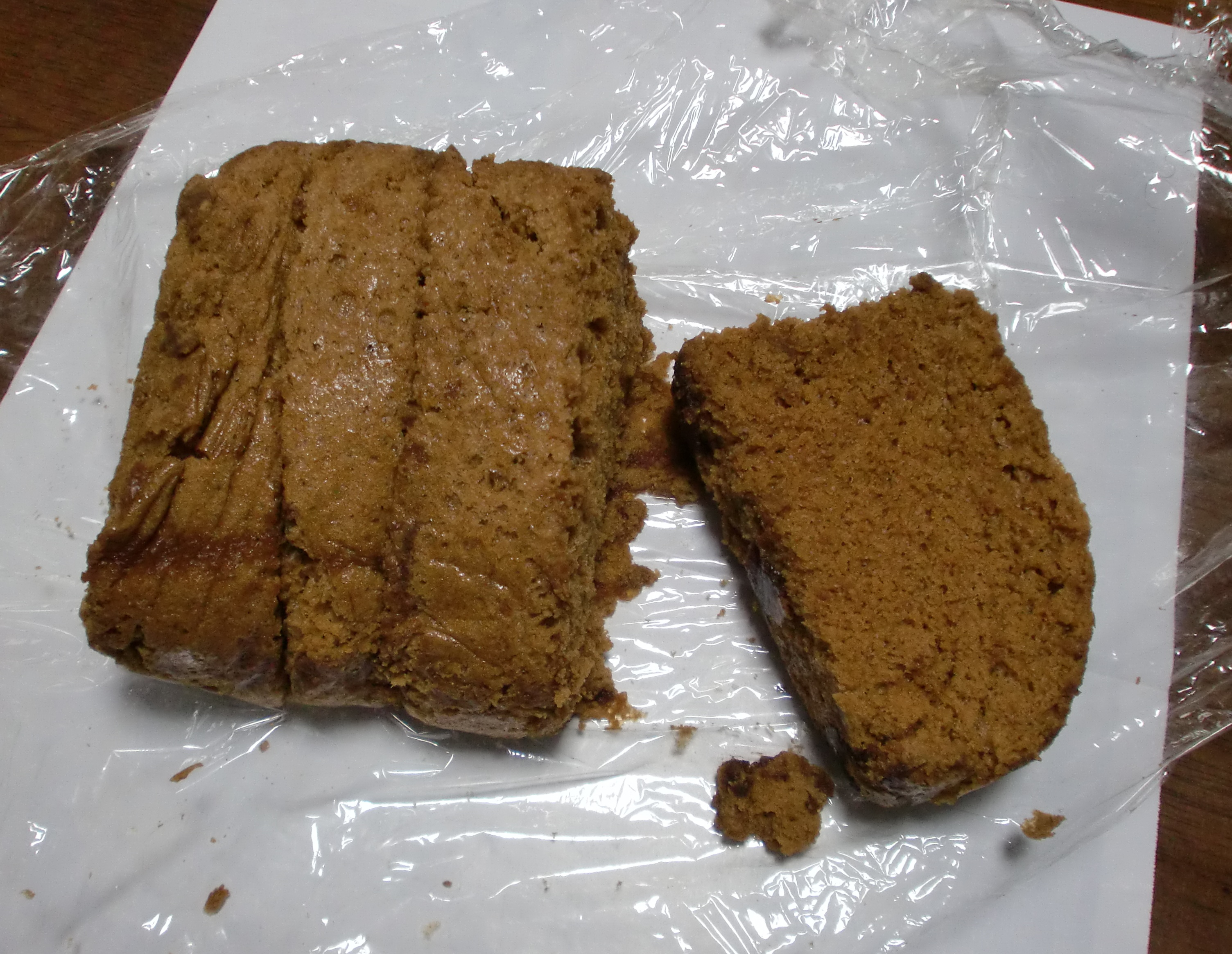
鹿児島県産ふくれ菓子

ふくれ菓子（ふくれがし/ふくれかし）とは、鹿児島県・宮崎県といった九州南部・東部地域で作られている郷土菓子であり、黒砂糖風味の褐色の蒸しパン風の菓子である。「ふくれ菓子」と言う名称は総称であり、特定の商標ではない。また、沖縄県では多くは半球形に作られるあがらさー、または黒糖かすてらなどと呼ばれる類似の味の蒸しパンがある。

## 名称
薩摩地域では「ふくれがし」という呼び名が通っている。膨張剤として重曹（重炭酸ソーダ）を使っているため、蒸しあがると2倍以上によく膨れるため、この名がある。重炭酸ソーダを使うため、「ソーダ菓子」という呼び名もある。
鹿児島県内でも奄美群島では、「膨れ羹」の意味で「ふくれかん」（奄美大島）、「ふくりかん」（喜界島）というが、ふくれ菓子と言っても通じる。徳之島では「ソーダ餅」ともいう。
なお、山崎製パンが全国的に発売している商品「黒糖フークレエ」は、この菓子に類似している。

## 製法
基本の原材料は黒砂糖粉、薄力粉、水、重曹であり、重量比は2:2:1:0.05程度とする。粉と砂糖は等量とするのが食感の上では最も良い。
全量を黒砂糖粉とするとかなり黒くなるため、半分程度を白砂糖に置き換えることもある。また、水の一部を牛乳や鶏卵としたり、蜂蜜、ヨモギ、カボチャ、小豆、スイゼンジナ（はんだま）などの食材を混ぜ加える場合もある。奄美大島では白糖とタンカン果汁で作る、橙色のものもある。
重曹は小麦粉に混ぜて篩を通しておく。砂糖は水を加えて加熱し、溶かしておく。
粉と糖液を混ぜ合わせ、ふきんを敷いた枠やケーキ型に入れ、蒸篭で40-50分程度しっかり蒸し、膨れたら完成となる。
発泡目的で蒸す前に酢を少量混ぜ入れる場合もあるが、鬆（す）が大きくなりやすい。生地に酢を加えると若干粘度が下がり、流動性が上がる。鶏卵を加えた場合はやや硬い食感となる。

## 歴史
昭和時代から家庭で子供のおやつとして作られているが、あまり日持ちしないので作ってすぐ食べる必要があった。
現在は流通もよくなり、衛生的な工場で作ることで消費期限もやや長くなったため、菓子パンなどと一緒に食品スーパーに並べられている。見た目どおりで、なじみ易い味なので、全国を巡回する九州物産展に出品される事も多い。